# Алфонсо I д’Есте
Вижте пояснителната страница за други личности с името Алфонсо д’Есте.
Алфонсо I д’Есте (на италиански: Alfonso I d’Este; * 21 юли 1476, Ферара; † 31 октомври 1534, пак там) от Дом Есте е от 1505 г. до смъртта си 3-ти херцог на Ферара, Модена и Реджо. Един от най-щедрите ренесансови меценати.

## Произход
Той е най-големият син и трето дете на Ерколе I д’Есте (*1431, † 1505) херцог на Ферара, Модена и Реджо, и на съпруга му Елеонора Арагонска (* 1450, † 1493). Негови дядо и баба по бащина линия са Николо III д’Есте, маркграф на Ферара, Модена и Реджо, и Ричарда да Салуцо, а по майчина – Фердинанд I, крал на Неапол, и Изабела дьо Клермон. Има четири братя и две сестри:
- Изабела (* 1474; † 1539), маркграфиня на Мантуа като съпруга на Франческо II Гонзага и една от най-влиятелните личности на Ренесанса; укрепва връзките между родовете Есте и Гонзага.
- Беатриче (* 1475; † 1497), херцогиня на Милано и на Бари като съпруга на Лудовико Мария Сфорца „Мавъра“, значимо лице на италианската политика от края на XV век; укрепва връзките между Есте и Сфорца.
- Феранте (* 1477; † 1540), заговорничи срещу него за херцогството, затворен в замъка на Есте до смъртта си.
- Иполито I (* 1479; † 1520), кардинал, известен като „Кардиналът от Ферара“, могъща личност, известен покровител на някои писатели, сред които Лудовико Ариосто, който му посвещава „Бесният Орландо“.
- Сиджизмондо (* 1480, † 1524), придворен
- Алберто (* 1481, † 1482)

Има и двама полубратя и една полусестра от извънбрачни връзки на баща му, сред които Лукреция. господарка на Болоня като съпруга на Анибале II Бентивольо.

## Биография

### Ранни години
Кръстен е на прадядо си Алфонсо V Арагонски, към когото баща му Ерколе изпитва голямо възхищение. Прекарва ранните си години в неговия двор.
Още на 24 април 1479 г., още ненавършил 3-годишна възраст, прави първото си официално яздене по ул. „Гранде“ във Ферара по случай Конния турнир на Свети Георги. На 24 април 1484 г., на 7-годишна възраст,  язди за първи път въоръжен за битка във Ферара: в следващите дни започва да се запознава с военното дело благодарение на баща си. На 1 май следва баща си в Барко, където Ерколе подготвя почвата за враговете. Там малкият Алфонсо рискува да падне в дол, когато конят му минава през водата, но се спасява.
Подобно на повечето принцове от Есте и други, той е запознат с физическтеи упражнения и важните роли от ранна възраст. По време на честите и продължителни отсъствия на баща си, зает с войната, Алфонсо заема неговото място в официалните церемонии.
От младостта си никога не проявява естествена склонност към учение и литература, а се чувства по-привлечен от приложните изкуства. Научава се да работи с керамика на грънчарско колело, като често прави вази и чинии, които след това да използва на херцогската маса, но се интересува главно от обработката на бронз и неговото топене за производството на артилерийски оръдия.

### Първи брак
На 20 май 1477 г. баща му Ерколе I го обещава за жена на Анна Мария Сфорца, сестра на херцог Джан Галеацо Мария Сфорца, с ясното намерение да сключи политически съюз между двете семейства. Няколко години по-късно неговата сестра Беатриче също е обещана за жена на Сфорца: Лудовико „Мавъра“, чичото на Ана Мария и господар на Милано. И двете двойни сватби са насрочени за януари 1491 г., след което се празнуват с пет дни разлика: след като омъжва сестра си, на 23 януари Алфонсо се жени за Анна Мария в Милано, въпреки че консумацията на брака е отложена с няколко седмици в очакване на младоженците да се върна във Ферара.
През следващите години Алфонсо се връща няколко пъти в Милано, за да посети сестра си Беатриче, с която е много близък, както през летния период, така и по случай ражданията й, понякога в компанията на баща си и съпругата си, а понякога сам. Междувременно под просветеното ръководство на неговия баща Ерколе Ферара, Модена и Реджо имат забележителен културен разцвет.

### Дипломатическа дейност
През ноември 1492 г. Алфонсо е назначен за посланик при папата от баща си и заминава за Рим, където остава по-малко от месец. По време на първото нахлуване на французите, докато брат му Феранте се бие на заплата при крал Шарл VIII, по волята на баща си Алфонсо вместо това остава да се бие в италианските редици, присъединявайки се към т. нар. Свещена лига, създадена специално за прогонване на нашествениците от полуострова.
На 31 март 1495 г., командващ гарнизон от петстотин войници, той е изпратен при своя зет и съюзник Лудовико Сфорца със задачата да му помогне във военни операции срещу французите. През юни същата година, след като Луи Орлеански окупира град Новара с войските си и заплашва да атакува Милано, Алфонсо е назначен за губернатор на Милано заедно със сестра си Беатриче.
Именно в Милано той се разболява от на сифилис, което ще го измъчва няколко пъти през следващите години и в много сериозна форма между 1497 и 1498 г.; поради това заболяване той не успява да вземе участие в битката при Форново, по време на която ферарската армия, която е създал, е унищожена.
Междувременно през 1497 г. съпругата му Анна Мария умира при раждане заедно с дъщерята, която носи, и Ерколе I отново започва да мисли за нова сватба за бъдещия херцог на Есте, полезна за съюзите на дома.
През 1499 г., след като френският крал Луи XII влиза в Милано, Алфонсо придружава баща си, за да изрази почитта си към новия владетел на херцогството.

### Втори брак
След като остава вдовец, през 1501 г. Алфонсо е принуден от баща си да се ожени за скандалната Лукреция Борджия (бивша съпруга на Джовани Сфорца и вдовица на Алфонсо ди Бишелие), която вече е преминала през ръцете на много съпрузи и любовници. Тъй като е незаконна дъщеря на папа Александър VI, бракът би осигурил Херцогство Ферара – феодално владение на Папската държава за семейство Есте. Въпреки първоначалните откази, дължащи се именно на лошата слава на булката, Алфонсо най-накрая се подчинява на заповедите на баща си. 

### Херцог на Ферара
През 1505 г., след смъртта на баща си, Алфонсо наследява херцогствата и семейния трон, управлявайки ги през един от най-нестабилните периоди в италианската история. Предимствата, получени от брака с дъщерята на папата, вече са изчезнали със смъртта на Александър VI през 1503 г., и политиката на другите национални държави и европейските сили се фокусира върху основната борба между Франция и Испания. Той винаги има брат си Иполито до себе си, който дори в деня на официалното му встъпване в длъжност на 25 януари 1505 г. язди до него по улиците на Ферара. Алфонсо също има значителни проблеми със  семейството си и на следващата година той трябва да потуши заговора на братята Феранте и Джулио, които се стремят към властта над Херцогство Ферара. И двамата са победени и затворени в подземията на замъка на Есте. Феранте умира, докато все още е затворник, след 34 години в затвора, през 1540 г. Джулио е освободен едва през 1559 г. от Алфонсо II д'Есте.
През 1508 г. участва в Камбрийската лига срещу Венеция като гонфалониер на Църквата, изтръгвайки контрола над Есте и Ровиго от венецианците.

#### След Камбрийския мир
През 1510 г. той отказва да се присъедини към мира, сключен между папството и Венеция, защото противоречи на интересите на Ферара, така че е отлъчен от църквата и обявен за изгубил властта си над херцогството Есте. Той се съюзи с Франция във войната на Свещената лига и също се оказа в конфликт с испанските войски. В началото на 1512 г. той е ранен при отбраната на Ченто и Пиеве ди Ченто, които успява да превземе едва с френска помощ на следващата година. Той участва в битката при Равена на 11 април 1512 г. и по този повод неговата артилерия отново демонстрира своята ефективност, позволявайки на французите да разгромят папската армия. Така той получи отмяната на отлъчването, но все още не и възстановяването на териториите, които му бяха отнети. През 1513 г., през месец март, той отива в Рим, за да участва в церемонията по коронясването на Джовани де Медичи на папския престол на папа Лъв X.
Междувременно през 1518 г. херцогът отива във Франция при Франсоа I, за да получи подкрепа от папата в искането си за връщане на Модена, след като не е получил удовлетворение след смъртта на папа Лъв X. През ноември 1526 г., за да отслаби папата, който е силно враждебен към него, той дава някои артилерийски оръдия от своите леярни на ландскнехтите, по-специално различни фалконети. Едно от тези оръжия удря фатално Джовани дале Банде Нере по време на битката при Говерноло. Впоследствие германските войски имат зелена светлина и разграбват Рим през май 1527 г. Към края на управлението му, през 1530 г., императорско решение от Карл V му връща Модена въпреки твърдата опозиция на папа  Климент VII, а с Модена и потвърждаването на властта на Есте над Реджо и Рубиера. Единственото изисквано възнаграждение е плащането в папската каса на сумата от 100 хил. златни дуката.
Алфонсо I, отново по политически причини, е отлъчен от цели трима папи: Юлий II, Лъв X и Климент VII.
По време на Италианските войни Алфонсо съхранява властта си благодарение на гъвкавата си политика и укрепените стени на Ферара. Той влиза в Камбрийската лига (1508) против Венеция и остава съюзник на Луи XII даже след като, папа Юлий II сключва мир с морската република. Поканен е в новата коалиция на Ватикана и Венеция против французите, но той отказва. Крал Луи го взема под свое покровителство, макар да е папски васал „де юре“.

#### Артилерийски херцог
На 22 декември 1509 г. Алфонсо е главният герой на известно военно събитие – битката при Полезела, в която оръдията на Херцогство Ферара (под прякото ръководство на Алфонсо) побеждават венецианска флота, която е плавала нагоре по река По, за да достигне до Ферара. Ферарците изчакват предвидливото наводнение на По, за да вдигнат корабите до линията на стрелбата на оръдията, след което заповядват огън, унищожавайки голяма част от флота. Морското поражение на Венецианската република от сухопътна армия прави голямо впечатление на съвременниците. След това Алфонсо I влиза в историята като Артилерийският херцог, като опитен артилерийски техник, металург и леяр на оръдия. Неговата артилерия постига широка слава в Европа, до такава степен че му се прирписва изобретяването на гранатата. Той също така изобретява система за производство на барут. Той също е експерт по укрепления, а стените на Ферара, смятани за едни от най-безопасните и най-модерните в Европа, са прославяни от Лудовико Ариосто, Микеланджело и Франсоа Рабле.
Алфонсо също използва огнестрелните си оръжия по време на обсадата на Падуа от император Максимилиан I през 1509 г. Неговите изстрели успяват да направят пробойна в градските стени и градът не е превзет само благодарение на предателството. Императорът обаче иска да благодари на семейство Есте, като гоаправи господар на Есте и Монтаняна.
С предаването на властта на Ферара известната артилерия на Есте има различна съдба. Чезаре д'Есте, определеният наследник на Херцогство Ферара, не е препотвърден в ролята, която е тази на Алфонсо II д'Есте, така че той трябва да напусне Ферара и да прехвърли двора в Модена. Така артилерийските оръдия, след като преговори, са разделени между семейство Есте и папството. Сред най-известните оръжия от периода, Regina и Spazzacampagna са донесени в Модена, докато Gran Diavolo и Terremoto остават във Ферара, сега папски град. Giulia вече е в Реджо Емилия от известно време.

### Меценат
Алфонсо е изключителен покровител на изкуствата и любител на културата и дори преди да получи властта, той става приятел с Матео Мария Боярдо. По-късно успява винаги да се обгражда с художници и писатели и превръща двора на Есте в център от европейско значение. Във Ферара през този период са посрещнати личности като Пиетро Бембо, Лудовико Ариосто, Тициан, Джовани Белини, Досо Доси и Антонио Ломбардо. Тези майстори украсяват Camerino delle Pitture и Studio dei Marmi в частния апартамент на улица „Коперта“, който все още свързва замъка с херцогския дворец днес. За съжаление картините и мраморните релефи са демонтирани и разпръснати през 1598 г. от папския легат, след като Херцогство Ферара премина към Папската държава. Алфонсо възлага управлението на Гарфаняна на Лудовико Ариосто за определен период и лично култивира страстта си към музиката и архитектурата. 
Подобно своя брат, кардинал Иполито, Алфонсо един от крупните меценати на изкуството за своето време: за него Джовани Белини рисува „Пиршеството на боговете“ (1514), неговата последна завършена картина. След това Алфонсо се обръща към неговия ученик, Тициан, като му поръчва серия картини. Така неговата резиденция във Ферара става културен център. 

### Смърт
Умира на 58 години във Ферара през 1534 г. Погребан е в манастира „Корпус Домини“ във Ферара. Наследен е от най-големия му син Ерколе II д’Есте.

## Брак и потомство
Жени се три пъти:
∞ 1. 12 януари или 12 февруари 1491 за Анна Мария Сфорца (* 19 юли 1473, Милано; † 30 ноември 1497, Ферара), дъщеря на Галеацо Мария Сфорца, херцог на Милано, и на Катерина Сфорца, която му ражда един син:
- син (*/† октомври 1534)

Анна Мария умира на 21 години след раждането на сина им, който умира малко след като е кръстен. Според други източници тя ражда син на име Алесандро, починал на 17-годишна възраст през 1514 г. Майката и детето са погребани в манастира Сан Вито (изчезнал през XXI век), чийто покровителка е тя. Смъртта ѝ слага край на връзката между семействата Сфорца и Есте. Алфонсо не присъства на погребението, тъй като лицето му е обезобразено от сифилис.
∞ 2. 26 август 1501 във Ватикана (договор), 1 септември във Ферара (чрез пълномощник) за Лукреция Борджия (* 18 април 1480, Субиако; † 24 юни 1519, Ферара), дъщеря на папа Александър VI и сестра на Чезаре Борджия, която му ражда пет сина и две дъщери:
- Алесандро д’Есте (* 19 септември 1505, Реджо; † октомври 1505), принц на Ферара, Модена и Реджо
- Ерколе II д’Есте (* 4 април 1508, Ферара; † 3 октомври 1559, пак там), херцог на Ферара, Модена и Реджо от 1534, ∞ 1528 за Рене Френска, от която има двама сина и три дъщери
- Иполито II д’Есте (* 25 август 1509, Ферара, † 1 декември 1572, Рим), архиепископ на Милано, кардинал 1538
- Алесандро д’Есте (* 1514, † 1516)
- Елеонора д’Есте (* 4 юли 1515, Ферара; † 15 юли 1575, пак там), монахиня
- Франческо д’Есте (* 1 ноември 1516, Ферара; † 2 февруари 1578 пак там), маркиз на Маса Ломбарда, ∞ за Мария ди Кардона, от която няма деца. Има един извънбрачен син и една извънбрачна дъщеря
- Изабела Мария д’Есте (* 14 юни 1519, Ферара; † 1521, пак там). Поради усложнения при раждането Лукреция умира 10 дни след него.

∞ 3. 1534 за дългогодишната си любовница Лаура Дианти (* ок. 1480, Ферара; † 25 юни 1573, пак там), за да легитимира двете си деца от нея (папата не признава узаконяването):
- Алфонсо д’Есте (* 10 март 1527, Ферара; † 1 ноември 1587, пак там), маркграф на Монтекио 1534, ∞ 1. 1549 за Джулия дела Ровере († 1563), дъщеря на херцога на Урбино Франческо Мария I дела Ровере, от която има двама сина и две дъщери 2. 1584 за Виоланта Синя (* 1546, † 1609), от която няма деца. Има и един извънбрачен син.
- Алфонсино д’Есте (* септември 1530, † 10 август 1547), маркграф на Кастелнуово, има една извънбрачна дъщеря

- Анна Мария Сфорца,
първа съпруга
- Лукреция Борджия, втора съпруга, и Алфонсо д’Есте
- Лаура Дианти, трета съпруга, портрет от Тициан, 1523
- Ерколе II д'Есте, син
- Иполито II д'Есте, син
- Еленора д'Есте, дъщеря

## В игрални и телевизионни филми
- Lucrezia Borgia (1940), реж. Ханс Хинрих, в ролята: Нерио Бернарди
- Prince of Foxes (1949), реж. Хенри Кинг, в ролята: Джеймс Карни
- Bride of Vengeance (1949), реж. Митчъл Лайзен, в ролята: Джон Лунд
- Le piacevoli notti (1966), реж. Армандо Криспино и Лучано Лучиняни, в ролята: Луиджи Вануки
- The Borgias (минисериал) (1981), в ролята: Кийт Уошингтън
- Il mestiere degli armi (2001), реж. Ермано Олми, в ролята: Джанкарло Белели
- Le grandi dame di casa d'Este (2004), реж. Диего Ронсисвале, в ролята: Алесандро Лученте
- E ridendo l'uccise (2005), реж. Флорестано Ванчини, в ролята: Рубен Риджило
- Los Borgia (2006), реж. Антонио Хрнандес, в ролята: Джузепе Бариле
- Borgia (тв сериал) (2011-2014), в ролята: Андрю Хоули